# Hrnečníkovité

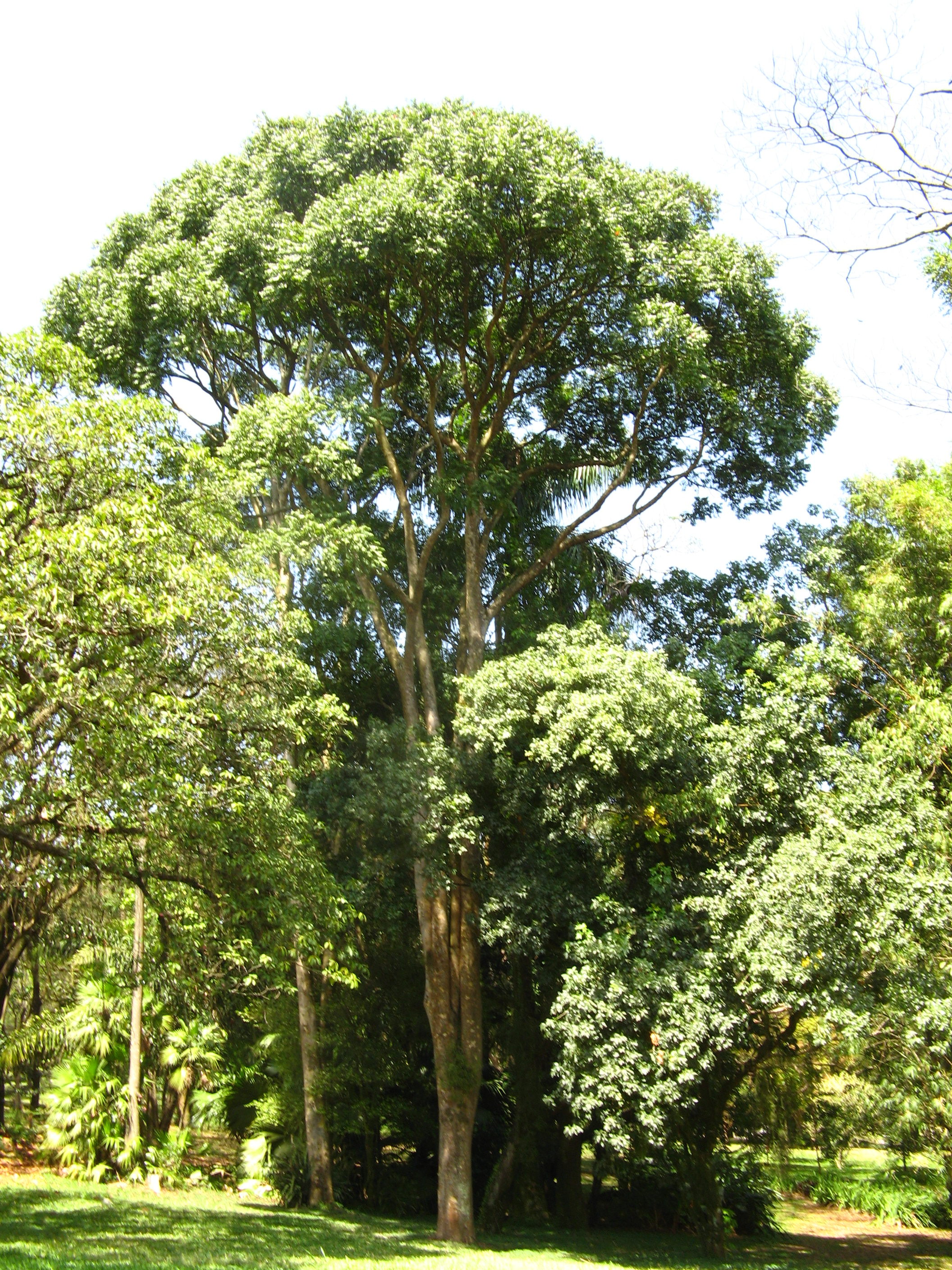
Vzrostlá Cariniana legalis

Hrnečníkovité (Lecythidaceae) je čeleď vyšších dvouděložných rostlin z řádu vřesovcotvaré (Ericales). Jsou to převážně stromy s jednoduchými střídavými listy a nápadnými květy, rozšířené v tropech téměř celého světa. Nejvýznamnějším druhem je juvie ztepilá, poskytující para ořechy. Lončatník guyanský, baringtonie a další druhy jsou v tropech pěstovány jako okrasné dřeviny.

## Popis
Zástupci čeledi jsou nejčastěji stromy, méně často keře, výjimečně i byliny (některé druhy vřazené bývalé čeledi Scytopetalaceae). Kůra je vláknitá. Rostliny jsou ponejvíce bez chlupů, zřídka jsou přítomny jednoduché chlupy, hvězdovité pouze u rodu Couratari. Palisty chybějí nebo jsou drobné a opadavé. Listy jsou střídavé, jednoduché, u některých zástupců nahloučené na koncích větví nebo dvouřadě uspořádané, celokrajné nebo zubaté, se zpeřenou žilnatinou.
Květy jsou oboupohlavné, často velké a nápadné, pravidelné nebo vlivem uspořádání souboru tyčinek souměrné. Květy jsou v úžlabních nebo vrcholových květenstvích různých typů, někdy redukovaných na jediný úžlabní květ. Kalich je obvykle ze 4 až 6 lístků, volný nebo srostlý a pohárkovitý. Koruna je složena obvykle ze 4 až 6 (nebo až 18) volných plátků. Výjimečně koruna chybí. Tyčinek je obvykle mnoho (10 u rodu Couratari) a srůstají na bázi v prstenec či dutý sloupek, který je u mnohých rodů charakteristicky vyhnutý ven a opět zpět k semeníku a vytváří jakousi kápi, dávající květům osobitý vzhled. Semeník je spodní, řidčeji polospodní či svrchní, srostlý ze 2 až 10 plodolistů a se stejným počtem komůrek. V každé komůrce je 1 až mnoho vajíček. Nektária chybí nebo je nektar produkován staminodii. Plody jsou různých typů, často mohutné, nejčastěji tobolky otevírající se kruhovitým švem, případně nepukavé plody s dřevnatým obalem nebo dužnaté a bobulovité plody. Semena jsou velká, často křídlatá nebo s dužnatým míškem, uvnitř s velkým olejnatým embryem, bez nebo s endospermem.

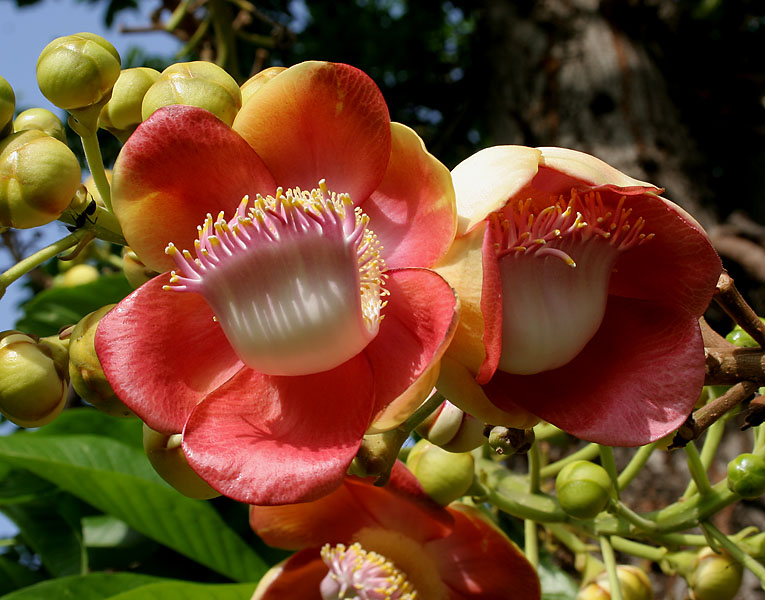
Květy lončatníku guyanského
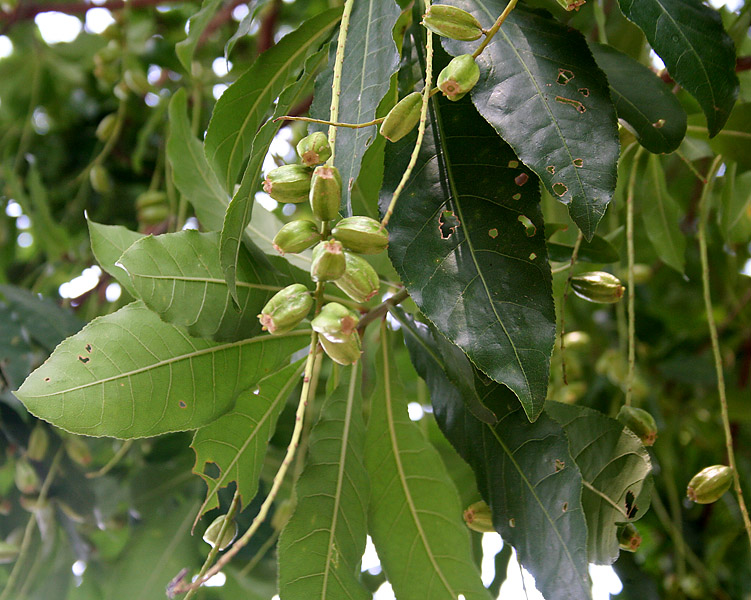
Plodící baringtonie Barringtonia acutangula
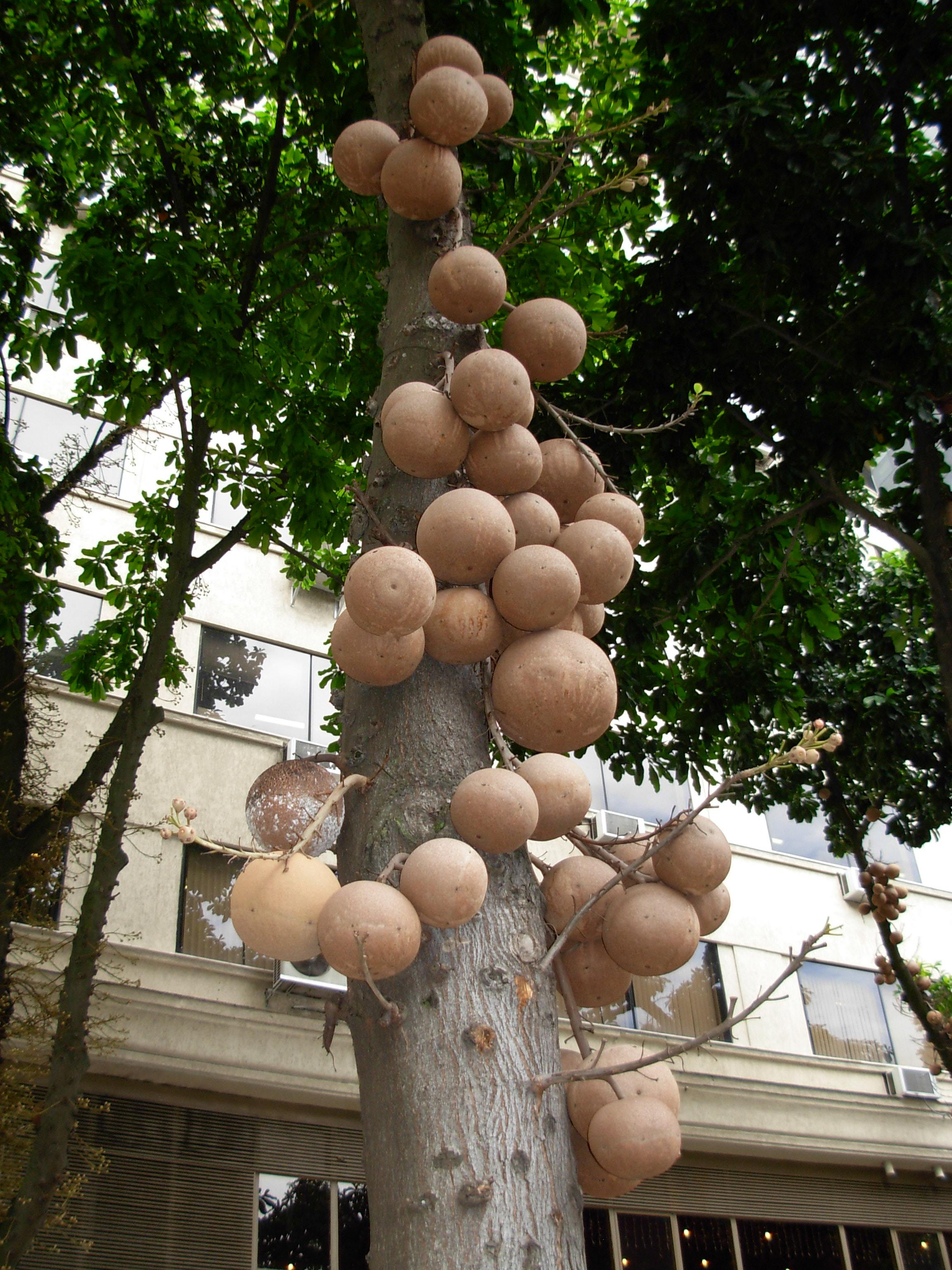
Plodící lončatník guyanský

## Rozšíření
Čeleď zahrnuje 25 rodů a přes 300 druhů. Jsou rozšířené v tropické Americe, v Africe, na Madagaskaru, v tropické Asii a v severní Austrálii. Charakteristickým stanovištěm jsou nížinné deštné lesy na nezaplavovaných půdách, kde hrnečníkovité rostou jako podrostové dřeviny i jako obrovské, až 55 metrů vysoké stromy převyšující okolní korunní patro pralesa. Největší rody jsou Eschweilera (120 druhů), Gustavia (50 druhů), Lecythis (50 druhů) a Barringtonia (40 druhů)

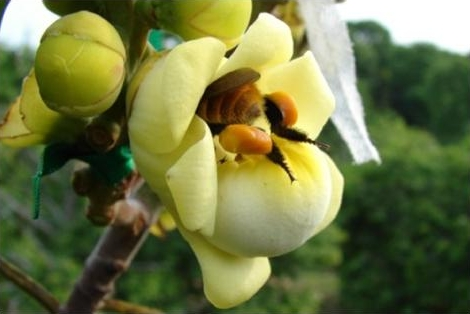
Včela Eulaema cingulata na květech juvie ztepilé

## Ekologické interakce
Nejčastějšími opylovači hrnečníkovitých jsou včely, některé druhy hrnečníků (Lecythis) jsou opylovány netopýry. Okřídlená semena jsou rozšiřována větrem, bezkřídlá celou paletou různých zvířat zahrnující prasata pekari, opice, veverky, netopýry, ptáky.

## Obsahové látky
Charakteristické obsahové látky jsou zejména triterpenoidní saponiny a taniny.

## Rozlišovací znaky
Pro zástupce z tropické Ameriky jsou ve sterilním stavu charakteristická zejména pevná vlákna v kůře nebo větévkách, listy často na okraji nenápadně zoubkované a charakteristický pach při rozemnutí. Postranní žilky na čepeli listů se často charakteristickým způsobem stáčejí nahoru a posléze se ztrácejí.

## Taxonomie
Čeleď v původním smyslu měla pouze 10 rodů s areálem výskytu výhradně v tropické Americe. Na základě molekulárních studií byla rozšířena o rody z čeledí Asteranthaceae, Barringtoniaceae, Foetidiaceae, Napoleonaceae a Scytopetalaceae.
Dnes je rozlišováno 5 podčeledi:
- Napoleonaeoideae – 2 rody, tropická západní Afrika
- Scytopetaloideae – 6 rodů, Afrika a sv. Brazílie
- Lecythidoideae – 10 rodů, tropická Amerika
- Barringtonioideae – 6 rodů, tropy Starého světa
- Foetidioideae – 1 rod, vých. Afrika a Madagaskar

## Zástupci
- baringtonie (Barringtonia)
- hrnečník (Lecythis)
- juvie (Bertholletia)
- lončatník (Couroupita)
- gustávie (Gustavia)

## Význam

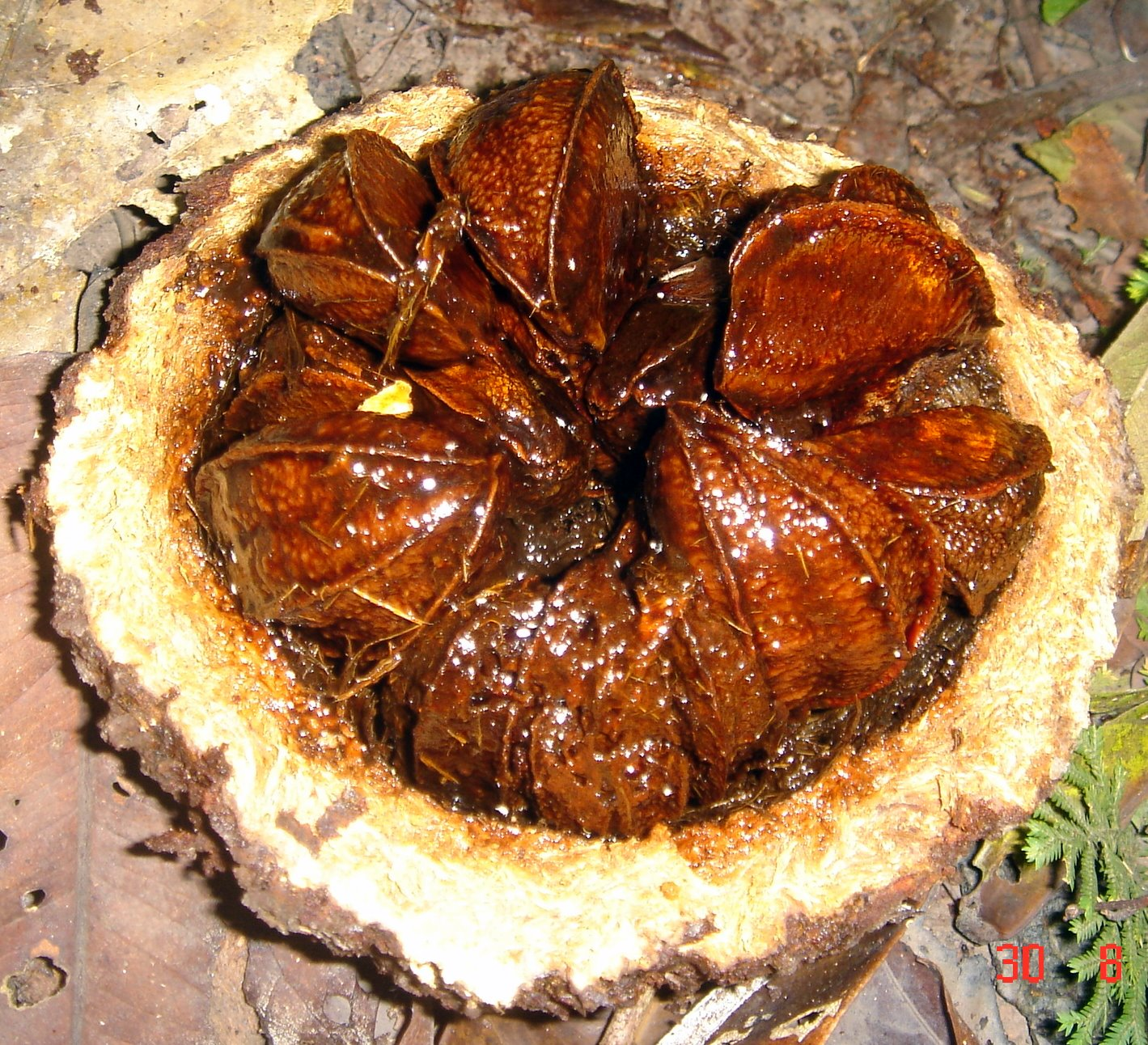
Otevřený plod juvie ztepilé

Největší ekonomický význam má brazilský druh juvie ztepilá (Bertholletia excelsa), poskytující para ořechy. Příbuzný druh, juvie Bertholletia nobilis poskytuje menší ořechy a nemá takový význam. Jedlá semena srovnatelné kvality mají i některé hrnečníky, např. taktéž brazilský Lecythis pisonis. Jedlá je také dužnina (mezokarp) plodů některých druhů rodu Grias a Gustavia. Extrakt z kůry Cariniana domestica používají jihoameričtí indiáni pro přípravu jedu na hroty šípů a oštěpů, neboť má protisrážlivý účinek.
Některé druhy hrnečníkovitých, zvláště rodu Cariniana, jsou těženy pro dřevo.
Lončatník guyanský (Couroupita guianensis), tzv. dělový strom, je v tropech pěstován jako zajímavost a okrasná dřevina. Vyznačuje se velkými kulovitými plody vyrůstajícími přímo z kmene. Pro velké květy jsou pěstovány i další druhy hrnečníkovitých, např. z rodu baringtonie (Barringtonia).

## Seznam rodů
Abdulmajidia, Allantoma, Asteranthos, Barringtonia,
Bertholletia, Brazzeia, Careya, Cariniana, Chydenanthus, Corythophora, Couratari, Couroupita, Crateranthus, Eschweilera, Foetidia, Grias, Gustavia, Lecythis, Napoleonaea, Oubbanguia, Petersianthus, Pierrina, Planchonia, Rhaptopetalum, Scytopetalum